# Carlo Zecchi

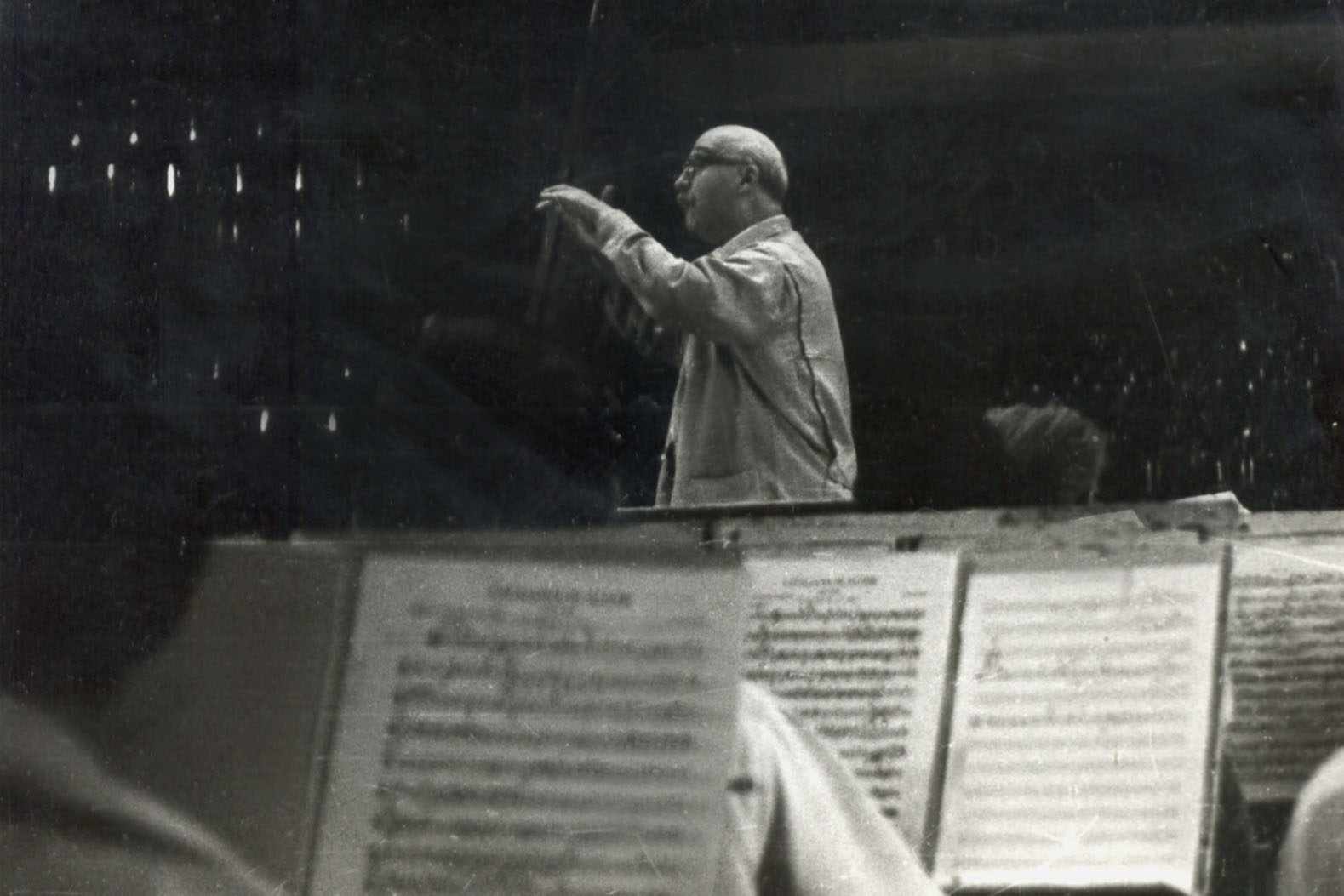
Carlo Zecchi, Charkov, 1974

Carlo Zecchi (Rome, 8 juli 1903 – Salzburg, 31 augustus 1984) was een Italiaans pianist, dirigent en muziekleraar.
Carlo Zecchi kreeg zij eerste pianolessen van zijn moeder. Hij vervolgde zijn studie eerst bij Francesco Bajardi aan de Accademia Nazionale di Santa Cecilia in Rome, waar hij zelf later les ging geven, en daarna kreeg hij les van onder meer Ferruccio Busoni en Artur Schnabel. Na een succesvolle carrière als pianist, vooral in de jaren twintig en dertig, in Rusland en in Zuid- en Noord-Amerika ging hij directie studeren bij Hans Münch and Antonio Guarnieri.
Hij maakte zijn debuut als dirigent in 1942 in Bazel. Hij gaf concerten met onder meer het Koninklijk Concertgebouworkest en het Wiener Philharmoniker. Hij geniet veel aanzien voor zijn uitvoeringen van de muziek van Domenico Scarlatti, Wolfgang Amadeus Mozart, Claude Debussy en romantische muziek.
- Biblioteca Nacional de España: XX1164788
- Bibliothèque nationale de France: cb13927800f (data)
- CiNii: DA12378982
- Gemeinsame Normdatei: 130803634
- International Standard Name Identifier: 0000 0001 0938 693X
- Library of Congress Control Number: n84009073
- Nationale Bibliotheek van Letland: 000257083
- MusicBrainz: e54857aa-e922-4261-bc46-e849b33ae557
- Nationale Bibliotheek van Tsjechië: xx0061314
- Istituto Centrale per il Catalogo Unico: SBLV055237
- SNAC: w6fn58vt
- Système universitaire de documentation: 25159033X
- Virtual International Authority File: 116794974
- WorldCat: E39PBJfrQQcPXkxDTmxy6FY3wC